# Eutelia hupopalia
Eutelia hupopalia är en fjärilsart som beskrevs av Rothschild 1920. Eutelia hupopalia ingår i släktet Eutelia och familjen nattflyn. Inga underarter finns listade i Catalogue of Life.